# 石部駅
石部駅（いしべえき）は、滋賀県湖南市石部西三丁目にある、西日本旅客鉄道（JR西日本）草津線の駅である。

## 歴史
- 1889年（明治22年）12月15日：関西鉄道の創業路線である三雲駅 - 草津駅間開業時に、唯一の中間駅として設置[2]。
- 1907年（明治40年）10月1日：関西鉄道国有化により、帝国鉄道庁の駅となる[2]。
- 1909年（明治42年）10月12日：線路名称制定。草津線の所属となる[3]。
- 1971年（昭和46年）10月1日：貨物の取り扱いを廃止[2]。
- 1984年（昭和59年）2月1日：荷物扱い廃止[2]。
- 1987年（昭和62年）4月1日：国鉄分割民営化により、西日本旅客鉄道の駅となる[2]。
- 1999年（平成10年）1月19日：自動改札機を設置し、供用開始[4]。
- 2003年（平成15年）11月1日：ICカード「ICOCA」の利用が可能となる。
- 2022年（令和4年）9月30日：新駅舎（南口駅舎）の供用を開始する[5][6]。
- 2024年：駅舎と自由通路が（令和6年）年度鉄道建築協会賞「第69回 作品部門」に入選[7]。

## 駅構造

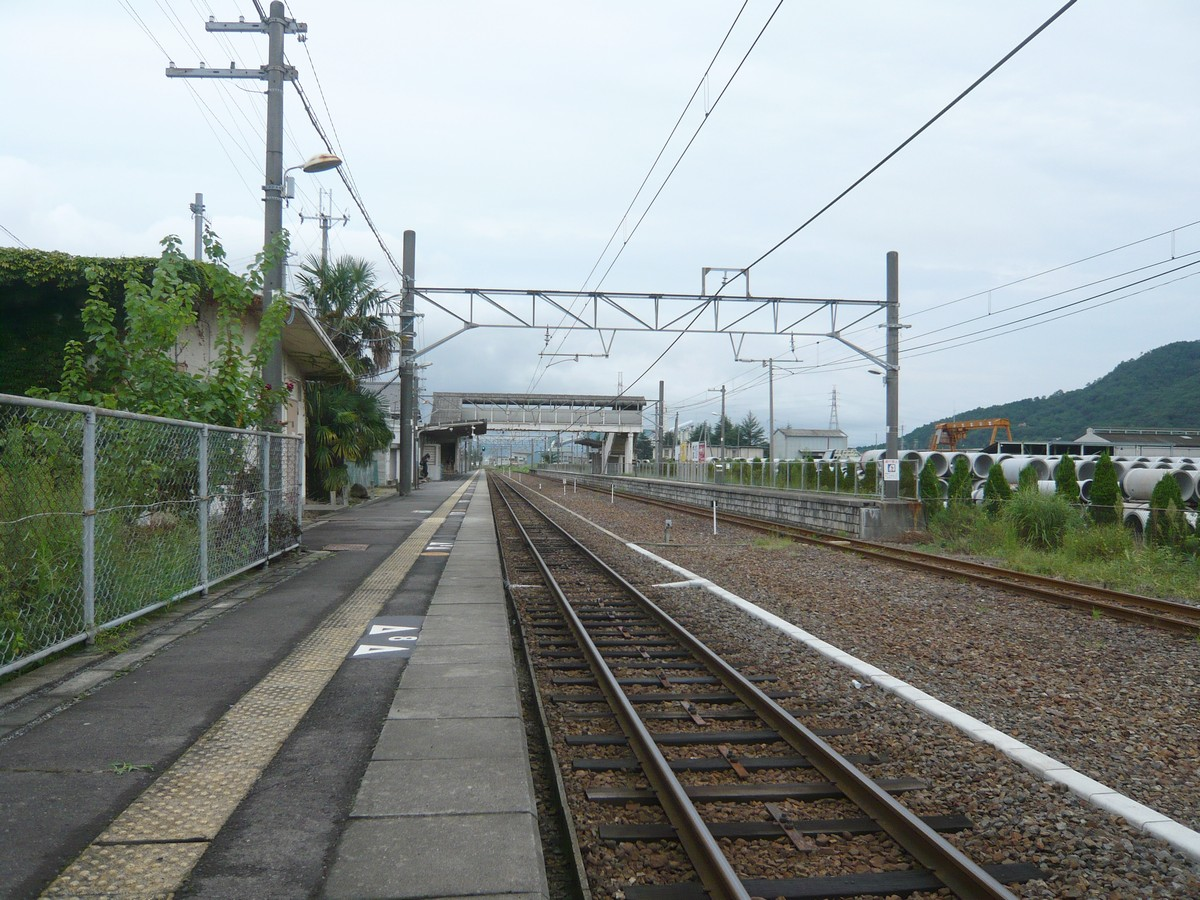
ホーム（2007年9月、右側にヒューム管の工場が写る）

相対式ホーム2面2線を持ち、列車交換が可能な地上駅。日中は当駅で上りと下りの電車が交換するダイヤになっている。駅舎は下りホーム（2番のりば）側にあり、反対側の上りホーム（1番のりば）へは跨線橋で連絡している。自動改札機は簡易式のものが設置されている。かつては中線があり、貨物列車の待避などに使われたが、現在は廃止されている。
2021年（令和3年）度から2024年（令和6年）度にかけて駅舎の改築が行われ、駅の北側（上りホーム側）にも駅舎や駅前広場の設置し、両側に改札口を設けられた。なお、駅の南北は自由通路で結ばれる。
草津駅が管理し、JR西日本交通サービスが駅業務を受託する業務委託駅で、窓口が設置されているが、早朝と深夜は無人となる。ICOCA利用可能駅（相互利用可能ICカードはICOCAの項を参照）。
当駅で1978年（昭和53年）6月まで使用されていた腕木式信号機は、使用後に交通博物館の前庭に閉館まで展示された。

### のりば
| のりば | 路線   | 方向 | 行先             |
| ------ | ------ | ---- | ---------------- |
| 1      | 草津線 | 上り | 貴生川・柘植方面 |
| 2      | 草津線 | 下り | 草津・京都方面   |

- 長らくのりば番号の設定がなかったが、2009年頃にのりば番号標が設置された。

### 石部駅コミュニティハウス
1997年に旧東海道石部宿の旅籠をデザインした待合室が設置された（石部駅コミュニティハウスとして整備）。駅のバリアフリー化工事の妨げになるため2020年12月末で閉鎖する予定だったが、2021年2月末まで延期された。

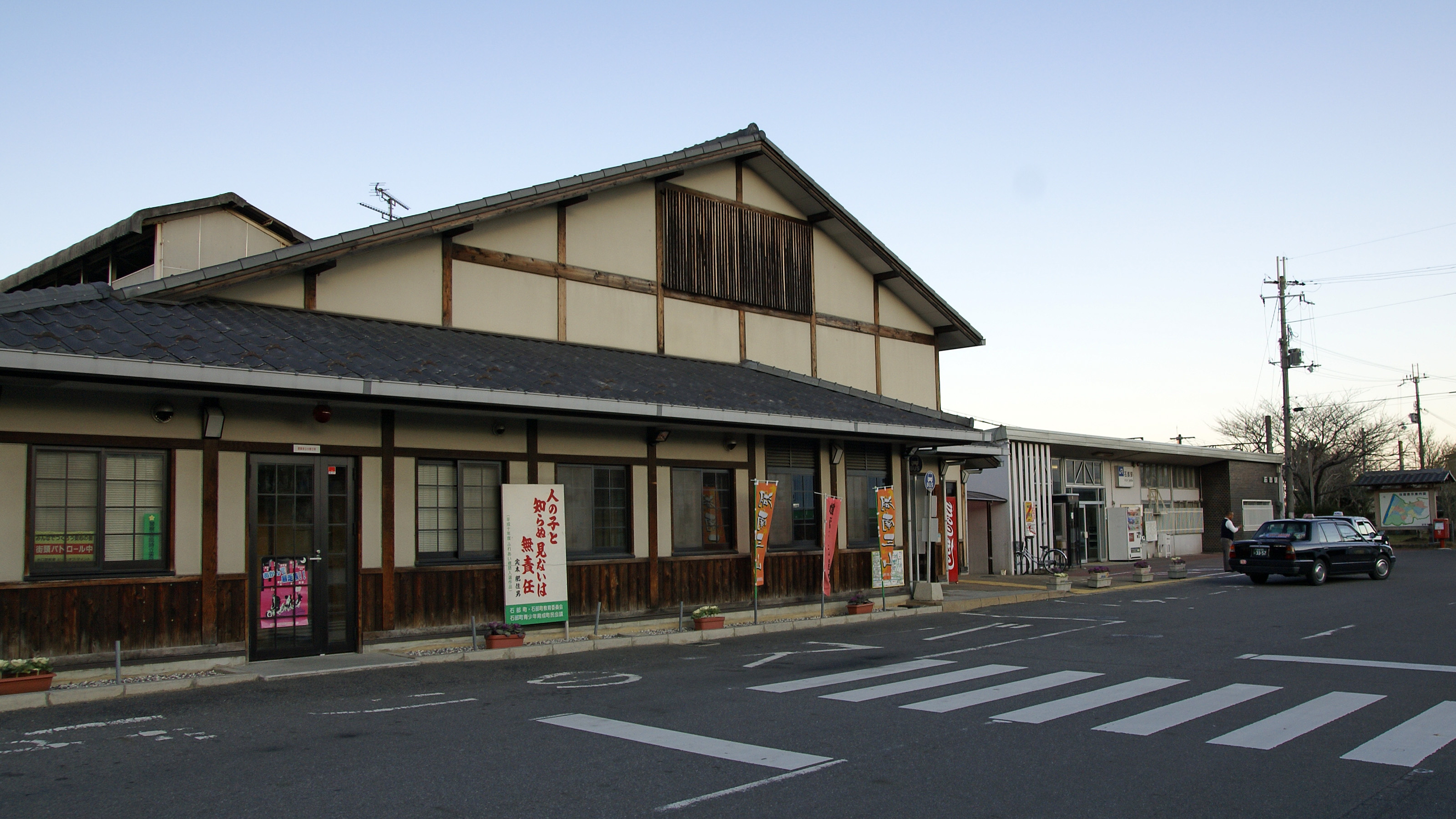
石部駅コミュニティハウス（2006年12月）
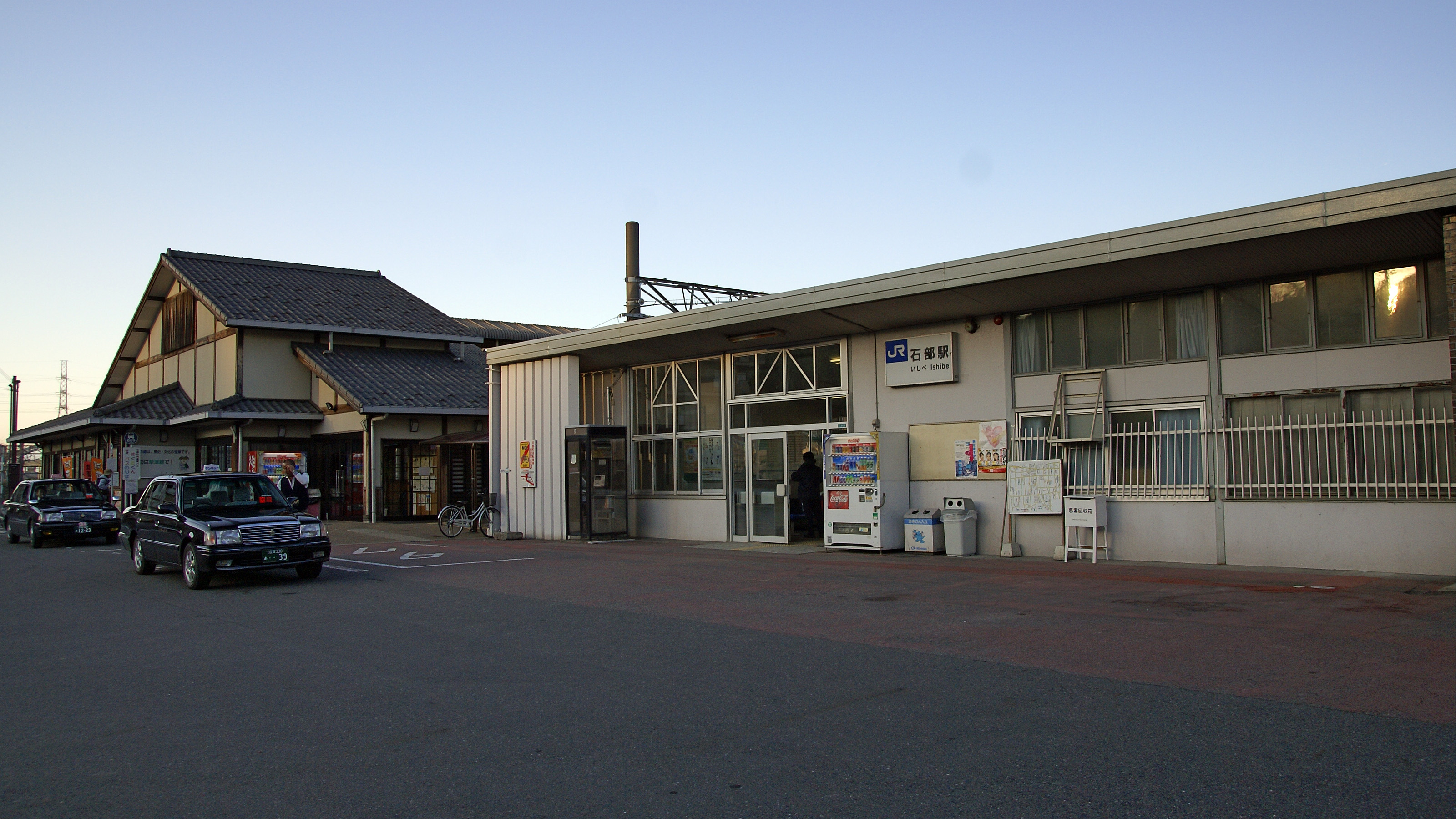
石部駅コミュニティハウス（左奥）と駅舎（右手前）

## 利用状況
JR西日本の移動等円滑化取組報告書によれば、2023年度の1日当たりの利用者数は3,354人。「滋賀県統計書」によると、1日平均の乗車人員は以下の通りである。
| 年度   | 1日平均 乗車人員 | 出典        |
| ------ | ---------------- | ----------- |
| 1992年 | 2,115            | [ 統計 2 ]  |
| 1993年 | 2,178            | [ 統計 3 ]  |
| 1994年 | 2,123            | [ 統計 4 ]  |
| 1995年 | 2,125            | [ 統計 5 ]  |
| 1996年 | 2,237            | [ 統計 6 ]  |
| 1997年 | 2,315            | [ 統計 7 ]  |
| 1998年 | 2,392            | [ 統計 8 ]  |
| 1999年 | 2,343            | [ 統計 9 ]  |
| 2000年 | 2,261            | [ 統計 10 ] |
| 2001年 | 2,212            | [ 統計 11 ] |
| 2002年 | 2,108            | [ 統計 12 ] |
| 2003年 | 2,083            | [ 統計 13 ] |
| 2004年 | 2,107            | [ 統計 14 ] |
| 2005年 | 2,063            | [ 統計 15 ] |
| 2006年 | 2,015            | [ 統計 16 ] |
| 2007年 | 1,972            | [ 統計 17 ] |
| 2008年 | 1,908            | [ 統計 18 ] |
| 2009年 | 1,845            | [ 統計 19 ] |
| 2010年 | 1,857            | [ 統計 20 ] |
| 2011年 | 1,803            | [ 統計 21 ] |
| 2012年 | 1,783            | [ 統計 22 ] |
| 2013年 | 1,805            | [ 統計 23 ] |
| 2014年 | 1,783            | [ 統計 24 ] |
| 2015年 | 1,789            | [ 統計 25 ] |
| 2016年 | 1,811            | [ 統計 26 ] |
| 2017年 | 1,876            | [ 統計 27 ] |
| 2018年 | 1,878            | [ 統計 28 ] |
| 2019年 | 1,871            | [ 統計 29 ] |
| 2020年 | 1,533            | [ 統計 30 ] |
| 2021年 | 1,519            | [ 統計 31 ] |
| 2022年 | 1,613            | [ 統計 32 ] |

## 駅周辺
旧石部町の中心街から西へ1 km程離れた所にあり、駅と中心街は滋賀県道118号線で結ばれている。同県道の南側を通る旧東海道は駅前を通らないが、街道に沿って西へ進むと鍛造工場に至り、その西側で国道1号バイパス（栗東水口道路）と交差する。そこから更に西へ進むと名神高速道路との交差を経て、伊勢落（栗東市）に至るが、同地は駅からやや離れた所にある。駅北側にはヒューム管の工場が隣接しており、その北側を滋賀・三重県道4号線が通る。先述した鍛造工場を除く各工場や運輸倉庫はこちら側に多く建つ。当駅は東海道石部宿歴史民俗資料館の最寄り駅でもあるが、同施設は駅から南へやや離れた所にあり、その付近には石部宿場の里・雨山文化運動公園・湖南市立石部中学校がある。

### 北側
- 中川ヒューム管工業滋賀工場（滋賀出張所）
- 石部運輸倉庫本社[13]
- 甲西高周波工業本社・湖南工場[14]
- 甲賀高分子
- フットサル滋賀石部スタジアム（愛称：甲賀高分子スタジアム[15]）
- 国道1号（栗東水口道路） - 石部大橋交差点以西は現道と分岐。
- 滋賀県道・三重県道4号草津伊賀線 - 石部大橋交差点以東[注釈 1]。同交差点以西は国道1号の現道。
- 市道石原線 - 滋賀県道118号線と滋賀・三重県道4号線を結ぶ道路[8]。
- 野洲川

### 南側
- 湖南市役所西庁舎
- 石部文化総合センター
- 湖南市いしべ交流センター - コミュニティセンター
- ゴーシュー[16]
- 吉御子神社 - 少し北へ離れた所に御旅所がある。
- JAこうか石部支所
- 石部郵便局
- 滋賀銀行石部支店
- 里山しょうらい公園
- 滋賀県道113号石部草津線
- 滋賀県道118号石部停車場線
- 滋賀県道119号長寿寺本堂線
- 市道石原線 - 滋賀県道118号線と滋賀・三重県道4号線を結ぶ道路[8]。
- 旧東海道
  - 石部宿 - 駅付近に西縄手跡[17]、東側に西見附址がある。
  - 石部一里塚跡

## バス路線
駅前に「石部駅」停留所があり、滋賀バスと湖南市コミュニティバスの各路線が発着する。
| 石部駅                 | 石部駅 | 石部駅 |
| 運行事業者             | 系統または路線名・行先                                                                                         | 備考 |
| ---------------------- | --- | --- |
| 滋賀バス               | 草津伊勢落線：草津駅                                                                                           | 平日に2便（午前・午後に各1便ずつ）運行。他は「伊勢落」停留所発着 |
| 湖南市コミュニティバス | 石部循環線：石部駅 菩提寺線（石部駅ルート）：石部駅 / 甲西駅北口 下田線（石部ルート）：三雲駅 雨山ルート：雨山 | 石部循環線：旧石部町内循環路線。スクール循環は平日に1往復のみ運行 菩提寺線（石部駅ルート）：甲西駅北口行きは平日の朝晩に各1便ずつ運行 下田線（石部ルート）：1日2便（午前・午後に各1便ずつ）のみ 雨山ルート：デマンド路線。土曜・日曜・祝日のみ運行 |

付記事項
- 駅付近にあった停留所
  - かつては国道1号沿い（現在の滋賀県道・三重県道4号線沿い）に「国道石部」停留所があり、水口方面と草津方面を結ぶ長距離路線（例：［水口町役場前 - 草津駅 / 浜大津 / 京都駅八条口］を結ぶ、滋賀交通の路線バス）が発着していた。
- デマンドタクシー
  - 予約制小型乗合タクシーの「あいのりこなん」（医療センターエリア[18]）も、駅前に停留所を設けている。

## 隣の駅
西日本旅客鉄道（JR西日本）
 草津線
甲西駅 - 石部駅 - 手原駅

### 記事本文